# 沖水閥

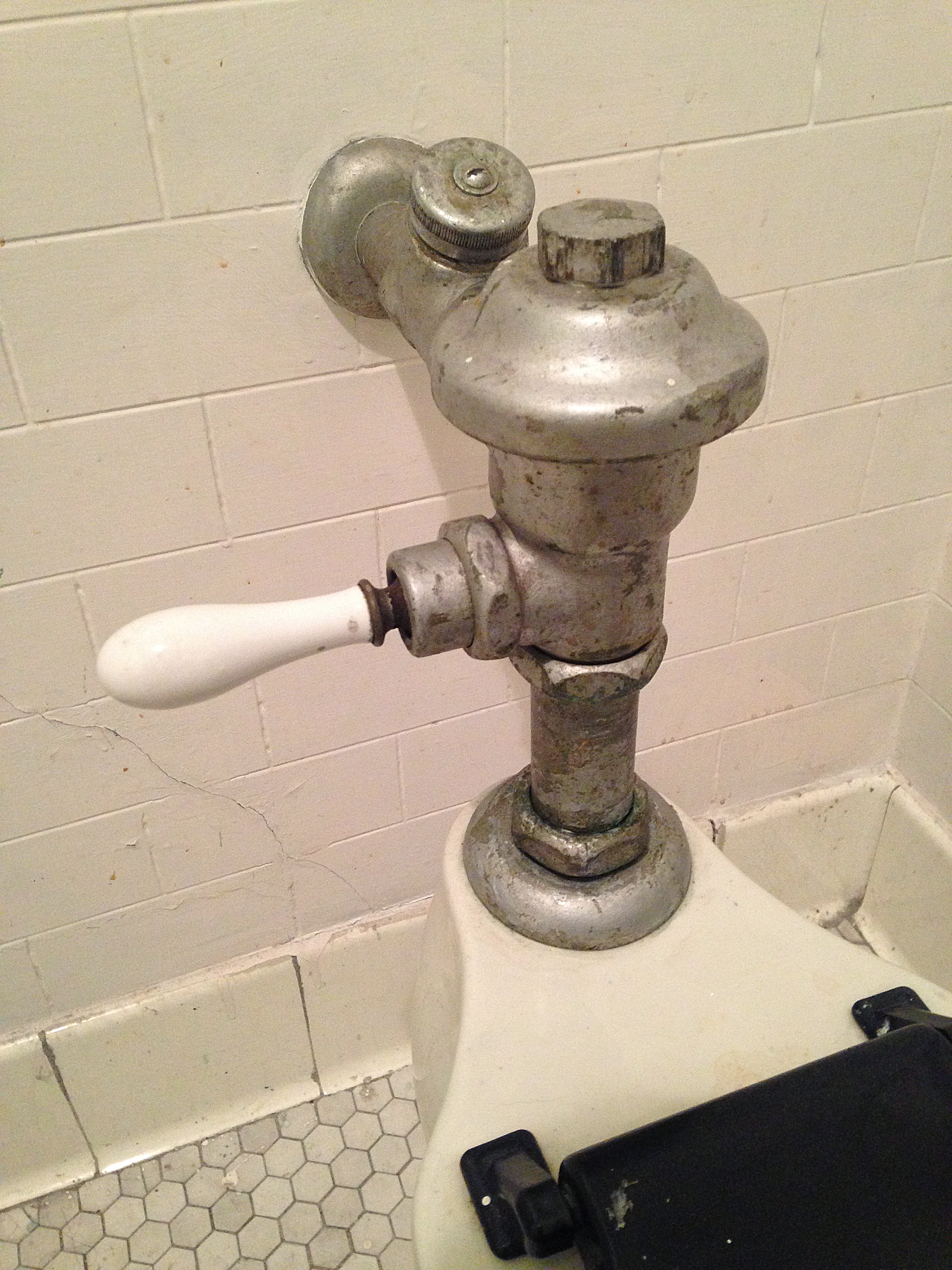
馬桶沖水閥

沖水閥，又稱按壓式沖水閥、把手式沖洗閥、蹲式腳踏沖水閥， 是一種金屬分水器，使用內嵌式手柄來沖洗無水箱馬桶或小便池。

## 功能
它利用供水系統的水壓，而不是依靠高水箱的重力。隔膜將壓力室與主供水系統隔開。一條狹窄的通道從主供水系統通往壓力室。正是由於這條通道的狹窄，沖水後壓力室的再加壓速度會減慢，進而控制流量。隔膜技術使沖水閥能夠打開，讓水流入馬桶。主缸閥門可以上下移動。當主缸閥門處於中間位置時，缸體上的凹槽允許主供水系統的水流過。閥門在頂部和底部位置都會關閉。主缸閥門內還有一個第二個閥門，當觸發沖水桿時，它會釋放最頂部壓力室中的水，使主缸閥門向上彈起。最頂部壓力室透過其狹窄的通道緩慢注水，逐漸將閥門缸向下推。沖水時，閥門處於打開的中間位置。由於水流是逐漸關閉的，因此在沖水結束時，較慢的水流不會啟動虹吸，從而重新註滿馬桶。透過將沖水桿保持在啟動位置，閥門無法保持打開狀態，這會浪費水，因為這只會將主缸閥門完全推到其最頂部的關閉位置。只有當閥門處於中間位置時，才能進行沖水。

## 優點和缺點
沖水閥通常安裝在商業場所，大城市的一些老舊公寓除外，因為它比普通的重力式馬桶能夠提供更高的水壓和更佳的沖洗和沖水性能，安裝沖水閥需要建築物擁有比中小型住宅建築更大的供水管道提高的水壓。因此老舊公寓建築通常使用水箱式馬桶。